# Lucho González
Luis Oscar "Lucho" González (Buenos Aires, 19. siječnja 1981.) bivši je argentinski nogometaš i Svestrani je vezni igrač, koji je sposoban igrati na raznim pozicijama.
Poznat je po žestokom udarcu, dobrom prolazu među protivničkim igračima, te kao velika "radilica" na terenu. Zbog svoje odlične sposobnosti vodstva u momčadi, poznat je pod nadimkom "El Comadante" (špa. zapovjednik).

## Karijera

### Klupska karijera
González je u dobi od 14 godina igrao za klub Club Atlético Huracán. U tom argentinskom drugoligašu svoj prvi službeni nastup ostvario je 22. travnja 1999. godine. 2002. odlazi u River Plate s kojim osvaja dva naslova argeninskog prvaka (2003., 2004.) čineći važnu kariku u timu.
Zahvaljujući odličnim igrama u River Plateu, González je transferiran u Porto 2005. Transfer je bio vrijedan 4,6 mil. eura te je igrač potpisao petogodišnji ugovor. Zanimljivo je spomenuti da Porto nije u potpunosti bio "vlasnik" igrača. Klub je pravo i vlasništvo dijelio s menadžerskom agencijom Global Soccer Agencies, te je imao 50% prava.
González u Portu postaje kapetan momčadi. U studenome 2006. s klubom potpisuje poboljšani ugovor koji traje do 2011., dok u kolovozu 2007. Porto agenciji Global Soccer Agencies plaća 6,65 mil. eura kojom klub otkupljuje agencijska prava te postiže potpuno "vlasništvo" nad igračem. Također, u isto vrijeme Porto je "aktivirao" klauzulu kojom je odbijena ponuda Evertona.
Tokom svoje karijere u Portu, Lucho González postaje jedan od najpopularnijih igrača na stadionu Estádio do Dragão. Navijači su mu dodijelili nadimak "El Comandante" zbog svojeg vodstva i utjecaja na momčad.
U lipnju 2009. Porto najavljuje prodaju Lucha Gonzáleza u Olympique Marseille u vrijednosti 18 milj eura, te s opcijom da se ponuda može povećati na 24 mil. eura, ovisno o performansama igrača. Lucho uskoro odlazi u Marseille gdje postaje neizostavni igrač.
Početkom 2012. igrač se iz Olympique Marseillea vraća u Porto u kojem se istaknuo kao igrač.
U 2014. odlazi u katarski klub Al Rayyan SC. Za klub s Bliskog Istoka je odigrao deset ligaških utakmica.
U lipnju 2015. González odlazi bez odštete u svoj stari klub Club Atlético River Plate.
Dana 16. rujna 2016. godine priključuje se brazilskom Atlético Paranaenseu.

### Reprezentativna karijera
Dok je argentinsku nogometnu reprezentaciju vodio izbornik Marcelo Bielsa, Lucho González ostvario je svoj prvi reprezentativni nastup. Bilo je to 31. siječnja 2003. na utakmici protiv Hondurasa. Također, za Argentinu je nastupao na kontinentalnom prvenstvu - Copa América, 2004. Na turniru je postigao dva gola, te je Argentina tek u finalu izgubila od Brazila na jedanaesterce.
Igrač je i osvajač zlatne olimpijske medalje na Olimpijadi u Ateni 2004., gdje je Argentina pobijedila Paragvaj u finalu.
Lucho González nastupao je i na Svjetskom prvenstvu u Njemačkoj 2006., kada je Argentinu vodio novi izbornik - Pékerman. Argentina je u četvrtfinalu izgubila od domaćina Njemačke nakon jedanaesteraca.
Godinu potom Lucho nastupa na drugom kontinentalnom natjecanju Copa América. Argentinu je vodio novi izbornik -  Alfio Basile. Kao i tri godine ranije, Argentina je u finalu izgubila od Brazila, i to na jedanaesterce.

#### Pogoci za reprezentaciju
| #  | Datum              | Mjesto                   | Protivnik | Pogodak | Rezultat | Natjecanje                          |
| -- | ------------------ | ------------------------ | --------- | ------- | -------- | ----------------------------------- |
| 1. | 4. veljače 2003.   | San Pedro Sula, Honduras | Honduras  | 1 : 2   | 1 : 3    | Prijateljska utakmica               |
| 2. | 8. veljače 2003.   | Miami, Florida, SAD      | SAD       | 0 : 1   | 0 : 1    | Prijateljska utakmica               |
| 3. | 7. srpnja 2004.    | Chiclayo, Peru           | Ekvador   | 6 : 1   | 6 : 1    | Copa América 2004.                  |
| 4. | 20. srpnja 2004.   | Lima, Peru               | Kolumbija | 2 : 0   | 3 : 0    | Copa América 2004.                  |
| 5. | 9. listopada 2004. | Buenos Aires, Argentina  | Urugvaj   | 1 : 0   | 4 : 2    | Kvalifikacije za SP u Njemačkoj 06' |
| 6. | 1. travnja 2009.   | La Paz, Bolivija, SAD    | Bolivija  | 1 : 6   | 1 : 6    | Kvalifikacije za SP u Njemačkoj 06' |

## Osvojeni trofeji

### Klupski trofeji
| Argentina   | Argentina             | Argentina       |
| Klub        | Natjecanje            | Sezona / godina |
| ----------- | --------------------- | --------------- |
| River Plate | Argentinsko prvenstvo | 2003.           |
| River Plate | Argentinsko prvenstvo | 2004.           |
| Portugal    |                       |                 |
| Porto       | Portugalsko prvenstvo | 2005./06.       |
| Porto       | Portugalski kup       | 2006.           |
| Porto       | Portugalski Superkup  | 2006.           |
| Porto       | Portugalsko prvenstvo | 2006./07.       |
| Porto       | Portugalsko prvenstvo | 2007./08.       |
| Porto       | Portugalsko prvenstvo | 2008./09.       |
| Porto       | Portugalski kup       | 2009.           |
| Francuska   |                       |                 |
| Marseille   | Ligue 1               | 2009./10.       |
| Marseille   | Francuski Liga kup    | 2010.           |
| Marseille   | Francuski Superkup    | 2010.           |
| Marseille   | Francuski Liga kup    | 2011.           |
| Marseille   | Francuski Superkup    | 2011.           |
| Marseille   | Francuski Liga kup    | 2012.           |
| Portugal    |                       |                 |
| Porto       | Portugalsko prvenstvo | 2011./12.       |
| Porto       | Portugalski Superkup  | 2012.           |

### Reprezentativni trofeji trofeji
| Argentina       | Argentina | Argentina |
| Natjecanje      | Godina    | Uspjeh    |
| --------------- | --------- | --------- |
| Olimpijske igre | 2004.     | Zlato     |
| Copa América    | 2004.     | 2. mjesto |
| Copa América    | 2007.     | 2. mjesto |

## Vanjske poveznice
- Statistika i profil igrača na Zerozerofootball.com  Arhivirana inačica izvorne stranice od 12. srpnja 2009. (Wayback Machine)
- Reprezentativna statistika igrača
- Profil igrača na www.uefa.com